# Кубок Шотландії з футболу 2022—2023
Кубок Шотландії з футболу 2022–2023 — 138-й розіграш кубкового футбольного турніру у Шотландії. Трофей здобув «Селтік».

## Календар
| Раунд                   | Дата                                             | Матчі | Клуби     |
| ----------------------- | ------------------------------------------------ | ----- | --------- |
| Перший попередній раунд | 26–27 серпня 2022, 3 вересня 2022 (перегравання) | 24+3  | 126 → 102 |
| Перший раунд            | 16–18 вересня 2022                               | 30    | 102 → 72  |
| Другий раунд            | 21–24 жовтня 2022                                | 20    | 72 → 52   |
| Третій раунд            | 26 листопада 2022                                | 20    | 52 → 32   |
| 1/16 фіналу             | 21–31 січня 2023                                 | 16    | 32 → 16   |
| 1/8 фіналу              | 10–13 лютого 2023                                | 8     | 16 → 8    |
| 1/4 фіналу              | 10–13 березня 2023                               | 4     | 8 → 4     |
| 1/2 фіналу              | 29–30 квітня 2023                                | 2     | 4 → 2     |
| Фінал                   | 3 червня 2023                                    | 1     | 2 → 1     |

## 1/16 фіналу
| Команда 1                     | Рахунок      | Команда 2                     |
| ----------------------------- | ------------ | ----------------------------- |
| 21 січня 2023                 |              |                               |
| Селтік                        | 5:0          | Грінок Мортон (2)             |
| Аллоа Атлетік (3)             | 1:2          | Фолкерк (3)                   |
| Арброт (2)                    | 0:2          | Мотервелл                     |
| Данді Юнайтед                 | 3:0          | Стерлінгський університет (5) |
| Гамільтон Академікал (2)      | 0:0 пен. 5:3 | Росс Каунті                   |
| Кілмарнок                     | 1:0          | Дамбартон (4)                 |
| Партік Тісл (2)               | 1:1 пен. 4:2 | Данфермлін Атлетік (3)        |
| Сент-Міррен                   | 0:0 пен. 3:0 | Данді (2)                     |
| Стенхаузмур (4)               | 1:3          | Лівінгстон                    |
| Сент-Джонстон                 | 0:1          | Рейнджерс                     |
| 22 січня 2023                 |              |                               |
| Гіберніан                     | 0:3          | Гарт оф Мідлотіан             |
| 23 січня 2023                 |              |                               |
| Дарвел (6)                    | 1:0          | Абердин                       |
| 24 січня 2023                 |              |                               |
| Елгін Сіті (4)                | 2:1          | Драмчапел Юнайтед (7)         |
| Лінлітгоу Роуз (6)            | 0:2          | Рейт Роверз (2)               |
| 31 січня 2023                 |              |                               |
| Коув Рейнджерс (2)            | 0:3          | Ейр Юнайтед (2)               |
| Інвернесс Каледоніан Тісл (2) | 0:2[B]       | Квінз Парк (2)                |

Примітка
B- «Квінз Парк» випустив гравця на поле, який не мав права виступати, через що клуб був виключений з турніру.

## 1/8 фіналу
| Команда 1                | Рахунок | Команда 2                     |
| ------------------------ | ------- | ----------------------------- |
| 10 лютого 2023           |         |                               |
| Гамільтон Академікал (2) | 0:2     | Гарт оф Мідлотіан             |
| 11 лютого 2023           |         |                               |
| Ейр Юнайтед (2)          | 4:1     | Елгін Сіті (4)                |
| Данді Юнайтед            | 0:1     | Кілмарнок                     |
| Рейт Роверз (2)          | 3:1     | Мотервелл                     |
| Лівінгстон               | 0:3     | Інвернесс Каледоніан Тісл (2) |
| Селтік                   | 5:1     | Сент-Міррен                   |
| 12 лютого 2023           |         |                               |
| Рейнджерс                | 3:2     | Партік Тісл (2)               |
| 13 лютого 2023           |         |                               |
| Дарвел (6)               | 1:5     | Фолкерк (3)                   |

## 1/4 фіналу
| Команда 1                     | Рахунок | Команда 2       |
| ----------------------------- | ------- | --------------- |
| 10 березня 2023               |         |                 |
| Інвернесс Каледоніан Тісл (2) | 2:1     | Кілмарнок       |
| 11 березня 2023               |         |                 |
| Гарт оф Мідлотіан             | 0:3     | Селтік          |
| 12 березня 2023               |         |                 |
| Рейнджерс                     | 3:0     | Рейт Роверз (2) |
| 13 березня 2023               |         |                 |
| Фолкерк (3)                   | 2:1     | Ейр Юнайтед (2) |

## 1/2 фіналу
| Команда 1      | Рахунок | Команда 2                     |
| -------------- | ------- | ----------------------------- |
| 29 квітня 2023 |         |                               |
| Фолкерк (3)    | 0:3     | Інвернесс Каледоніан Тісл (2) |
| 30 квітня 2023 |         |                               |
| Рейнджерс      | 0:1     | Селтік                        |

## Фінал
| 3 червня 2023 17:30 |

| Селтік                            | 3–1      | Інвернесс Каледоніан Тісл |
| --------------------------------- | -------- | ------------------------- |
| Фурухасі 38' Абада 65' Жота 90+1' | Протокол | Маккей 84'                |

| Гемпден-Парк, Глазго Арбітр: Джон Бітон |